# Corythucha baccharidis
Corythucha baccharidis är en insektsart som beskrevs av Drake 1922. Corythucha baccharidis ingår i släktet Corythucha och familjen nätskinnbaggar. Inga underarter finns listade i Catalogue of Life.